# Zgórznica
Zgórznica – wieś w Polsce położona w województwie lubelskim, w powiecie łukowskim, w gminie Stoczek Łukowski.
Wieś królewska Zgórnica położona była w drugiej połowie XVI wieku w powiecie garwolińskim  ziemi czerskiej województwa mazowieckiego. W 1660 roku wieś wchodziła w skład starostwa Latowicz.
Na okolicznych polach 14 lutego 1831 rozegrała się bitwa pod Stoczkiem. W pobliżu wsi znajduje się pomnik upamiętniający bitwę, odsłonięty w jej setną rocznicę (1931).
W latach 1975–1998 miejscowość administracyjnie należała do województwa siedleckiego.
Wieś stanowi sołectwo w gminie Stoczek Łukowski. Według Narodowego Spisu Powszechnego z roku 2011 wieś liczyła 445 mieszkańców.
Wierni Kościoła rzymskokatolickiego należą do parafii Wniebowzięcia Najświętszej Maryi Panny w Stoczku Łukowskim. Miejscowość zamieszkuje też diaspora Kościoła Katolickiego Mariawitów; wierni odprawiają adorację ubłagania 28. dnia każdego miesiąca.